# Eva Klemperer
Eva Klemperer, geborene Eva Schlemmer, (* 12. Juli 1882 in Königsberg, Ostpreußen; † 8. Juli 1951 in Dresden) war eine deutsche Konzertpianistin, Organistin, Malerin und literarische Übersetzerin. Sie war mit dem deutschen  Romanisten Victor Klemperer verheiratet.

## Leben

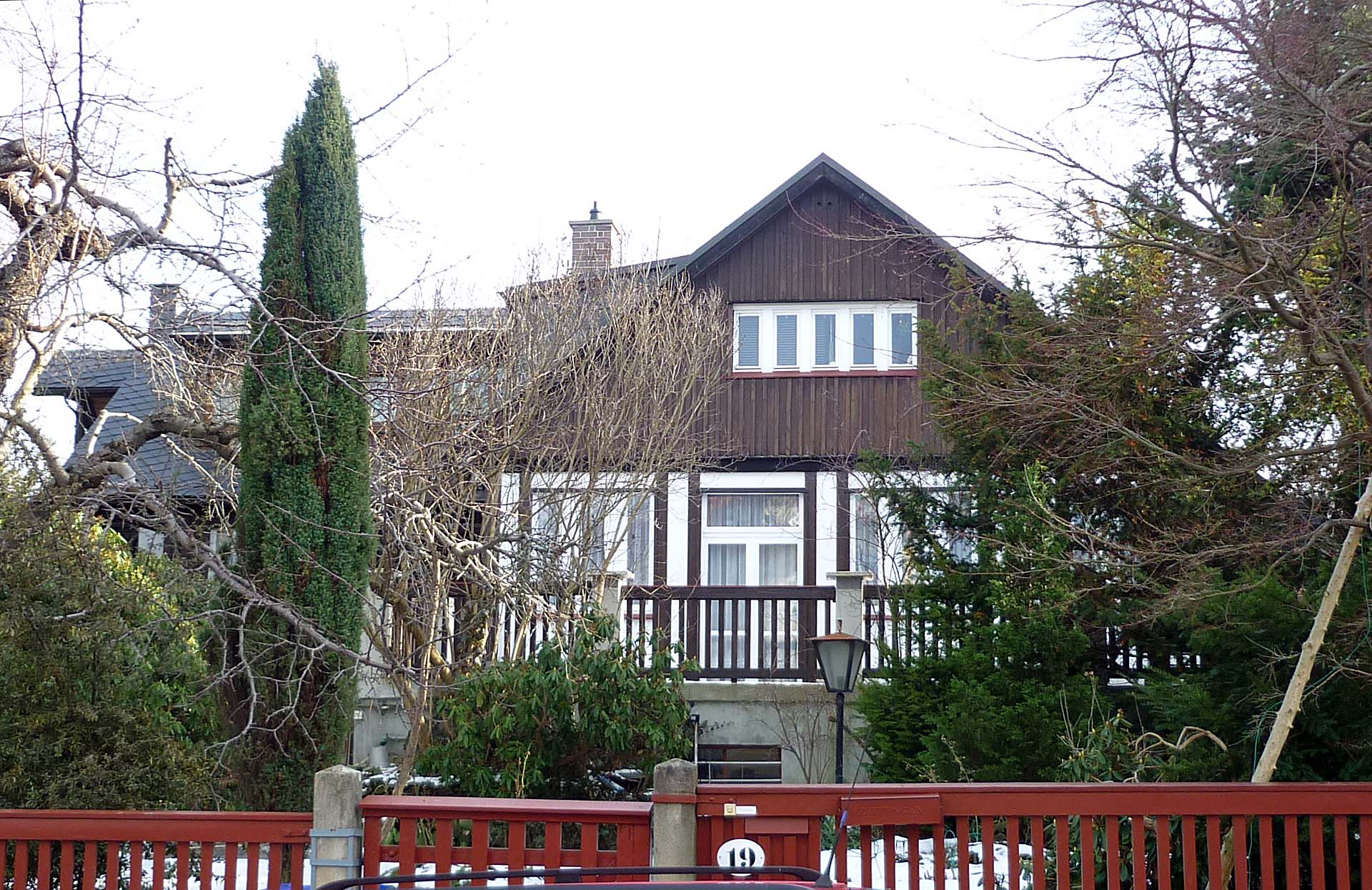
Das Haus Klemperer im Februar 2012

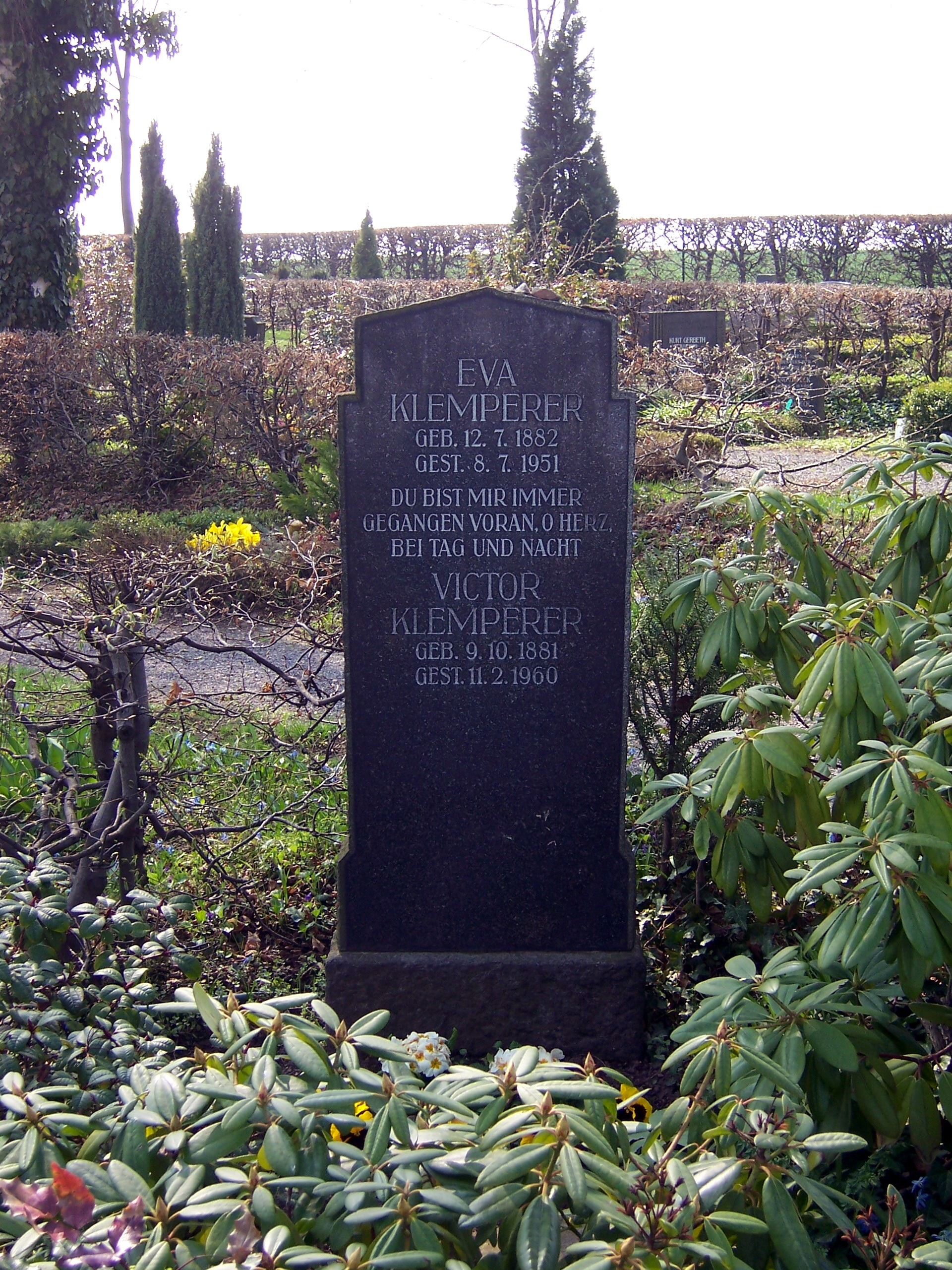
Grabstein für Eva und Victor Klemperer auf dem Friedhof Dölzschen

Elisabeth Hedwig Eva Schlemmer wurde als Tochter eines evangelischen Landwirts aus Ostpreußen geboren. Sie ließ sich zur Konzertpianistin ausbilden. Bereits kurz nach 1900 gab sie ihren Berufswunsch  jedoch auf und arbeitete als Klavierlehrerin. Bei Walter Leistikow studierte sie Malerei.
Im Jahr 1904 lernte sie den jüdischen Romanisten Victor Klemperer (1881–1960) kennen. Die Heirat erfolgte am 16. Mai 1906 gegen den Willen seiner Eltern, die eine Heirat ihres Sohnes mit der mittellosen Pianistin ablehnten. Beide lebten zunächst in Berlin. Victor Klemperer arbeitete zur Zeit der Eheschließung unter anderem für verschiedene Berliner Zeitungen als Rezensent. Eva Klemperer gab ihre Arbeit auf und wurde seine Mitarbeiterin. Sie korrigierte seine Artikel und tippte sie ab, begleitete ihren Mann auf Vorträge und half ihm beim Verfassen seiner Doktorarbeit durch Recherchen und Zuarbeiten. Später folgte sie ihm nach München. Während des Ersten Weltkriegs lebte Eva Klemperer mit ihrem Mann in Leipzig, wohin dieser 1916 als Zensor der Buchprüfungsstelle des Oberbefehlshabers Ost versetzt worden war. Sie nahm dort ihr Musikstudium wieder auf und spezialisierte sich unter Anleitung von Carl Heynse auf Orgelmusik. Ihr Mann befürchtete angesichts seiner abstumpfenden Zensortätigkeit, dass die Fortschritte seiner Frau die „geistige Gleichstellung“ der Ehepartner gefährdeten. Eva Klemperer musizierte gelegentlich mit Freunden und Bekannten und komponierte auch eigene Stücke, musste ihre musikalische Tätigkeit infolge verschiedener Erkrankungen jedoch beenden. Sie litt in den 1920er-Jahren unter anderem unter Gallenkoliken und Depressionen.
Nach dem Ersten Weltkrieg zog das Ehepaar infolge einer Berufung Victor Klemperers auf eine Professur für Romanistik  nach Dresden. Ihre Emigrationsversuche aus dem nationalsozialistischen Deutschen Reich nach 1935 scheiterten; als „arische“ Frau konnte sie Victor Klemperer jedoch später vor der Deportation bewahren. Sie setzte sich während der Zeit des Nationalsozialismus zudem aktiv für sein Werk ein. Eva Klemperer versteckte die Tagebuchmanuskriptseiten ihres Mannes zunächst zwischen ihren Notenblättern. Später brachte sie sie regelmäßig und „unter erheblichen Gefahren“ zu Annemarie Köhler, einer Freundin in Pirna, da die Seiten bei einer Hausdurchsuchung sonst der Gestapo in die Hände hätten fallen können. „Dass diese Chronik des gewöhnlichen Faschismus nicht verloren ging, ist Verdienst Eva Klemperers.“ Eva Klemperer ist diesbezüglich auch Thema im in der Gegenwart zum Teil kontrovers geführten Diskurs über Frauenwiderstand im Dritten Reich.
Im Jahr 1940 musste das Ehepaar sein heute denkmalgeschütztes Wohnhaus in Dölzschen verlassen und in ein Judenhaus ziehen. Die Noten ihrer Werke lagerte sie zusammen mit Möbeln der Wohnung in einen Speicher in Dresden aus. Bei der Bombardierung Dresdens im Februar 1945, die eine geplante Deportation des Ehepaars Klemperer verhinderte, wurden die Noten vernichtet. Einen kleinen Teil hatte Klemperer zusammen mit Malereien in einem Handkoffer als Notgepäck mitgenommen und in München deponiert. Der Koffer jedoch ging verloren. „Sie ist die so unendlich Begabtere, u. nichts von ihr bleibt“, schrieb Victor Klemperer in seinem Tagebuch.
Das Ehepaar konnte nach der Bombardierung Dresdens nach Bayern flüchten und kehrte im Juni 1945 nach Dresden zurück. Unmittelbar nach dem Ende des Zweiten Weltkrieges setzten sich Eva und Victor Klemperer aktiv für den Wiederaufbau eines kulturellen Lebens in Dresden als Mitglieder des Kulturbundes der DDR ein. So trat Eva Klemperer gelegentlich als Musikerin bei Konzerten des Kulturbunds auf.
Eva Klemperer verstarb 1951 infolge eines Herzinfarkts. Ihr Grab befindet sich auf dem Friedhof Dölzschen.

## Werk
In den Kriegsjahren gingen ihre Kompositionen und Bilder verloren. Ihre zahlreichen Übersetzungen literarischer und publizistischer Werke aus dem Französischen und Spanischen aber sind erhalten und wurden nach dem Zweiten Weltkrieg in der DDR veröffentlicht. Zu den Übersetzungen gehören:
- Jacques Roumain: Herr über den Tau. Volk und Welt, Berlin 1947. Mit einem Vorwort von Ludwig Renn. Reclam, Leipzig 1960.
- Jean Cassou: Massaker von Paris. Volk und Welt, Berlin 1948.
- Guy de Maupassant: Onkel Julius und andere Geschichten. Kinderbuchverlag, Berlin 1950.
- Guy de Maupassant: Novellen. Aufbau-Verlag, Berlin 1950f. / Büchergilde Gutenberg GmbH, Berlin 1950.
- Mao Zedong: Rede an die Künstler und Schriftsteller. Henschel, Berlin 1950.
- Jesús Izcaray: Casto García Roza. Dietz, Berlin 1952.

## Rezeption
Kai Wessel verfilmte 1999 Victor Klemperers Leben während der Zeit des NS-Regimes nach einer um erfundene Episoden erweiterten Bearbeitung von Victor Klemperers Tagebüchern. Die Fernsehserie Klemperer – Ein Leben in Deutschland umfasste dabei zwölf Folgen. Die Rolle der Eva Klemperer übernahm Dagmar Manzel.